# Gotești, Hunedoara
Gotești este un sat în comuna Răchitova din județul Hunedoara, Transilvania, România.